# Wyboston, Chawston and Colesden
Wyboston, Chawston and Colesden är en civil parish i Storbritannien.   Den ligger i kommunen Borough of Bedford i  riksdelen England, i den sydöstra delen av landet, 80 km norr om huvudstaden London.  Orten har 936 invånare (2011).